# Фенийский цикл
Фенийский цикл, фенианский цикл, цикл Финна, цикл фениев, цикл Оссиана, оссиановский цикл (ирл. an Fhiannaíocht) — истории о Финне Мак Кумале и его соратниках, входивших в «Фиану Эйринн» (Фианна, фианы, фении) — небольшую полунезависимую дружину воинов, которая жила в лесах и занималась торговлей, разбоем и охотой, но могла быть призвана королём в случае войны. Это один из четырёх главных циклов ирландской мифологии. Эти предания, как принято считать, были рассказаны сыном Финна, бардом Ойсином (Оссианом), хотя цикл окончательно оформился только к XII в. (а возник, скорее всего, не ранее IX века или III—IV вв.).
Центральный миф цикла — «Преследование Диармайда и Грайне».